# لويزياني لينز
لويزياني لينز (مواليد 18 نوفمبر 1968) صحفية برازيلية وسياسية وعمدة مدينة فورتاليزا السابقة. كانت ثاني امرأة تشغل منصب عمدة مدينة فورتاليزا.
انضمت لويزياني لينز إلى حزب العمال منذ عام 1989. وهي اشتراكية ونسوية.
لويزياني حاصلة على شهادة جامعية في الصحافة من الجامعة الفيدرالية في سيارا. بعد التخرج أصبحت أستاذة تصوير في نفس الجامعة، حاليًا في إجازة مصرح بها للعمل في الكونغرس.
في عام 1996 تم انتخابها لعضوية مجلس مدينة فورتاليزا وأعيد انتخابها في عام 2000. وأثناء عضويتها في مجلس المدينة قادت لجنة التعليم والثقافة والرياضة، كما ترأست لجنة النساء والشباب والأطفال التي تم إنشاؤها بموجب القانون اقترحت عضوة المجلس.
في عام 2002 تم انتخابها لعضوية كونغرس الولاية. استقالت في أواخر عام 2003 حيث تم انتخابها عمدة مدينة فورتاليزا.
في عام 2004 ترشحت لمنصب عمدة فورتاليزا سيارا. خلال الجولة الأولى من الانتخابات دعمت القيادة الوطنية لحزب العمال مرشح الحزب الإشتراكي إغناسيو أرودا، بسبب الإستراتيجية والتحالفات الوطنية لحزب العمال. ومع ذلك تمكنت من الوصول إلى الجولة الثانية من الانتخابات. مرة واحدة في الجولة الثانية من الانتخابات تلقت دعمًا من حزب العمال، وعدد من الأحزاب اليسارية الأخرى تاريخيًا، بما في ذلك حزب العمال الاشتراكي. ثم هزمت موروني تورغان من حزب الجبهة الليبرالية، وانتُخبت عمدة القلعة.
أعيد انتخاب لويزيان عمدة في عام 2008، واستكملت ولايتها الثانية كرئيسة لبلدية فورتاليزا في ديسمبر 2012. لا يسمح القانون البرازيلي للسياسيين في المنصب التنفيذي بالخدمة لأكثر من فترتين متتاليتين.
تم انتخاب لينز لعضوية الكونغرس الوطني في عام 2014 بأغلبية 130.717 صوتًا (2.99 ٪ من إجمالي الأصوات).